# Køln 75
Køln 75 (tysk originaltitel: Köln 75) er en tysk drama- og musikfilm fra 2025, der er instrueret af Ido Fluk, der også har skrevet manuskriptet.  Filmen tager udgangspunkt i en sand historie om den 18-årige gymnasieelev Vera Brandes, der i 1975 fik arrangeret en koncert med den verdensberømte, men kontroversielle jazzmusiker Keith Jarrett i den konservative domkirkeby Kölns operahus. Det var imod alle odds, og koncerten var tæt på aldrig at finde sted, men endte med at blive virkeliggjort og førte til en af de bedst sælgende jazzplader nogensinde, nemlig Jarretts The Köln Concert fra 1975. Virkelighedens Vera Brandes skulle senere komme til at producere og distribuere mere end 350 musikalbum.

## Handling
Den 18-årige Vera Brandes (spillet af Mala Emde) får mod alle odds den ikoniske jazzmusiker Keith Jarrett (spillet af John Magaro) til at give en koncert i byens operahus. Begivenheden er tæt på aldrig at finde sted, men skoleeleven Vera sætter alt på spil for at virkeliggøre koncerten.

## Medvirkende
- Mala Emde som Vera Brandes, tysk koncertarrangør
  - Susanne Wolff som den 50-årige Vera Brandes
- John Magaro som Keith Jarrett, amerikansk jazzpianist
- Michael Chernus som Michael "Mick" Watts, amerikansk journalist for Melody Maker
- Alexander Scheer som  Manfred Eicher, tysk pladeproducent og grundlægger af ECM Records
- Ulrich Tukur som Dr. Brandes, Veras far
- Jördis Triebel som Ilse Brandes, Veras mor

## Modtagelse

### Danmark
I Filmmagasinet Ekko gav Bo Tao Michaëlis filmen fem stjerner ud af seks og kaldte den et hjertevarmt drama om Vera Brandes og samtidig en smittende hyldest til jazzen og en film, der gennemhullede alle fordomme om tyskere som gumpetunge. Han mente samtidig, at Mala Emde var fremragende som den unge Vera, der som en 18-årig sprælsk og spøjs komedienne skabte jazzhistorie.